# زبان‌های آینو
زبان‌های آینو یا آینویی خانواده زبانی کوچک مردم آینو در شمال ژاپن و جزایر همسایه است.
گونه‌های آینو متناوباً به عنوان گروهی از زبان‌های نزدیک به هم یا گویش‌های یک زبان تک‌خانواده محسوب می‌شوند. تنها گونه زنده این خانواده آینو هوکایدو است که در فهرست زبان‌های شدیداً در معرض خطر یونسکو قرار دارد. دو گونه دیگر، یعنی آینو ساخالین و آینو کوریل امروزه منقرض شده‌اند. شواهد جای‌نام‌شناسی نشان می‌دهد آینو روزگاری در شمال هونشو نیز تکلم می‌شده‌است. با وجود تلاش‌های بی‌شمار، هیچ رابطه ژنتیکی میان آینو و هیچ خانواده زبانی دیگری اثبات نشده‌است.